# 澤尻英龍華
澤尻英龍華（日语：／ Sawajiri Erika，1986年4月8日—），日本女演員，中文舊譯為「澤尻繪里香」，後來澤尻選定以「澤尻英龍華」做為華語地區的中文譯名，表示應該名字很有氣勢；以歌手身分活動時的藝名為「ERIKA」。其代表作有《一升的眼淚》、《太陽之歌》、《Closed Note》等。
2010年，澤尻於西班牙成立個人事務所「L extra tele Tre」，隨後與日本Avex Management事務所簽訂合作契约。

## 經歷
1997年，澤尻於小學六年級時初次於公開媒體登場。第一份工作是為《Ribon》少女漫畫月刊抽獎頁面的模特兒，之後成為《nicola》的模特兒。最初會進入演藝圈是因為想見到偶像安室奈美惠（後來，澤尻於2006年11月如願見到安室本人）。
1999年，澤尻於雜誌上看到日本藝能公司Stardust Promotion的徵人廣告，就寄履歷表去應徵，由於當時她沒有個人照，就隨便拿大頭貼的照片貼上履歷表去應徵，沒想到被選中。2001年，擔任BS朝日電視台節目《原宿少女組》的外景主持人，是第一次的電視台工作。2003年，澤尻首次演出電視連續劇，她於TBS的動漫連續劇《爸氣十足》飾演暗戀同學的高中女生「秋川五月」。
2004年，澤尻主演其電影處女作《沒有問題的我們》；翌年，於電影《Pachigi!》飾演李慶子，獲得數個電影和新人獎項。2006年，主演TBS電視台《太陽之歌》，並首次以歌手身分Kaoru Amane亮相，其後以此藝名出道及發行其首張單曲《太陽之歌》，該單曲於Oricon公信榜奪得兩周冠軍，女藝人首作最大的銷售量（最初達15萬張），該單曲總銷售量達48萬張，成為2006年度女藝人單曲銷售排行榜冠軍，年度單曲銷售榜排行第10位，為影歌視三棲藝人。
2007年，繼首張單曲《太陽之歌》後，她以ERIKA之名發行其第二張單曲《FREE》，該單曲於《Oricon單曲榜》上獲得冠軍，成為繼《一公升眼淚》同劇的藥師丸博子於80年代的歌曲《水手服與機關槍》及《偵探小說》的24年後，澤尻是第二位連續兩次於榜上奪冠的女歌手。稍後，其官方網站開幕。稍後，她推出其第三張單曲《Destination Nowhere》。
2010年，澤尻為「高野友梨」的連鎖美容院拍攝護膚沙龍廣告，以全裸演出的方式拍攝電視及巨型廣告成為話題，並且宣布全面復出。3月，據報導，澤尻於西班牙成立私人辦公室「L Extra Telestre」，其意思在西班牙語意為「太空人」，恢復其於2009年10月起暫停了的演藝活動。其新的官方網站“erikatokyo.com”於同月16日下午5時啟動，據稱「未來系統將正式發布」。該官方網站有一個專門的新聞頁面，當中會宣布其未來的活動內容，官方網站並澄清了一項政策，指若不簽署從辦公室提交給媒體的六項承諾，你就無法瀏覽其內容。2011年4月1日，澤尻與愛貝克思管理簽訂業務提攜經紀合約。
2012年，主演的電影復出作《整容天后》於日本上映。2014年4月，主演富士電視台的土23檔《FIRST CLASS》，此作亦是相隔8年再次主演電視劇。單集最高收視率為10.3%，成為自2012年以來富士電視台土23檔劇集中平均收視率的第一位。同年10月，由於澤尻主演的《FIRST CLASS》於日本播出後收視率不錯，富士電視台在前作結束僅三個月後推出續集《FIRST CLASS 2》，此亦是澤尻相隔8年後再次主演黃金檔連續劇。
2015年4月，首次演出富士電視台的月9檔《歡迎來我家》，這亦是首次擔任此時段的女主角。6月，在時代劇《大奧》的第一部《最惡之女》及第二部《悲劇的姊妹》中擔任主演。2016年10月，擔任NHK BS Premium的紀錄片節目《另一個故事：命運的轉折點》常規主持人。2017年4月，主演連續劇《成為母親》。
2019年，NHK公布由澤尻演出NHK大河劇《麒麟來了》劇中「濃姬」一角，此為生涯初次演出大河劇，澤尻在記者會上激動落淚。11月16日，澤尻因持毒事件而被拘留，參演的廣告和節目皆被撤下及停止播出。Sony唱片虽專屬唱片合約早已到期，但仍将下架之前出版的唱片及线上音乐。

## 個人生活

### 家庭
- 父親是日本人，母親是阿爾及利亞黑腳與柏柏爾族混血兒。澤尻為家中長女，上有兩個兄長。大哥從前也是一名演員。澤尻的父親去世後不久，她的二哥在她高中一年級時因交通意外去世。
- 澤尻的本名「（繪里香）」的由來是杜鵑花科歐石楠花（Erica），其姓氏在日語是河水的盡頭的意思，所以整個姓名的含意是河水盡處的歐石楠花。
然而在2007年，澤尻認為「繪里香」這個譯名太小女生了，故決定給自己取個響亮的中文名字「英龍華」，這個亦是澤尻本人屬意的正式中文名字，她指這名字聽起來英氣勃勃、頗有氣勢和很酷，並且希望整個華語地區能一致使用這個名字[6]。
- 澤尻的父親曾擁有數十匹賽馬（包括Edonokobanエドノコバン），所以她兒時在一個相對富裕的家庭中長大，使她有充分的機會學習騎馬、跳舞和鋼琴。然而在初中時，她父親因癌症去世。

### 婚姻
2007年，澤尻經友人介紹認識從事多媒體創作及DJ的高城剛，雖然高城比她年長22歲，但仍被他的多才多藝吸引，兩人隨即陷入熱戀。
2009年1月7日，澤尻與高城剛高調註冊結婚，二人於同月19日在明治神宮舉辦盛大的婚禮。同月下旬，二人於夏威夷島舉行婚宴。婚後的澤尻改姓高城，暫停所有演藝事業，與丈夫一同於西班牙成立工作室，但工作室後來經營不善，二人關係亦逐漸惡化。
2010年4月27日，澤尻表明其離婚的意願，但高城剛不願放手，遲遲不肯簽字。後雙方透過律師互打官司，高城剛後在2013年12月26日簽下離婚協議書，兩人正式離婚。離婚後，澤尻把姓氏改回原姓。

## 負面事件
- 2007年，澤尻於主演的電影《塵封筆記本（Closed Note）》公開試映會上因全程臭臉及應答態度不佳，受到公眾和媒體的抨擊，被稱為「別に」事件[12]。同年10月2日，於其官方網頁上就此事道歉。
- 2009年9月30日，事務所Stardust宣布解雇澤尻，理由表示澤尻「有重大違約之事由」。其演藝活動被終止直至2010年春天。
- 2019年11月16日，澤尻因攜有MDMA（一种合成毒品，“摇头丸”的有效成分），違反日本《麻藥取締法》，而被警視廳拘捕。澤尻於前一天晚間前往澀谷知名club「WOMB（日语：WOMB）」，至早上七點回家，即遭警方搜查。據警方表示，澤尻在筆錄中承認該合成毒品為自己所持有，並從以前就開始吸食[13]，之前也使用過其他非法藥物，十幾年來包括大麻、古柯鹼和LSD等，並陳述「每次看到公眾人物因違法藥物被逮捕的事件，都會心想自己是不是也很危險。抱歉造成大家這麼大的困擾」[14][15][16]。《週刊文春》於2012年亦曾刊登澤尻2010年即開始涉毒大麻的詳細經過[17][18][19]。11月15日開始播出的廣告（與泉里香共演），因翌日澤尻被捕事件而公開一天即撤除所有平台的播放，且預定2020年出演的NHK大河劇《麒麟來了》，雖已拍攝完十幾集並後製完成，亦被撤換角色[20]。據媒體報導，持毒事件導致的賠償金額極有可能超過五億日圓[21]。12月6日，據警方表示之前搜索澤尻家中時一併帶回的紙片物，經檢驗後確認為另一種毒品LSD。同日，澤尻遭正式起訴並以5百萬日圓交保。晚間，澤尻乘坐專用車從東京灣岸警察署的後門離開，並未公開露面致歉[22]，事後僅由AVEX事務所代為發表署名的致歉書[23]。
- 2020年1月31日，澤尻於庭上承認藏毒及吸毒罪，同時表示沒打算重返演藝圈，形同引退。2月6日，她被東京地方法院法官判處1年6個月有期徒刑，緩刑3年[24][25]。

## 作品

### 電影
| 上映日期       | 電影名稱                        | 角色       |
| -------------- | ------------------------------- | ---------- |
| 2004年2月28日  | 《沒有問題的我們》              | 新谷麻綺   |
| 2005年1月22日  | 《Pachigi!》                    | 李慶子     |
| 2005年4月16日  | 《阿修羅城之瞳》                | 谷地       |
| 2005年9月17日  | 《SHINOBI-忍-》                 | 螢火       |
| 2006年5月13日  | 《間宮兄弟》                    | 本間直美   |
| 2006年9月16日  | 《Sugar & Spice～ 風味絕佳》    | 渡邊乃裡子 |
| 2006年9月30日  | 《車靈》                        | 木村奈奈   |
| 2006年10月21日 | 《天使之卵》                    | 齋藤夏姬   |
| 2006年11月3日  | 《手紙》                        | 白石由美子 |
| 2007年9月29日  | 《Closed Note》（塵封筆記本）   | 堀井香惠   |
| 2012年7月14日  | 《惡女羅曼死》                  | 莉莉子     |
| 2015年5月30日  | 《新宿天鵝》                    | 鳳蝶       |
| 2018年2月1日   | 《不能犯》                      | 多田友子   |
| 2018年6月23日  | 《貓是要抱著的》                | 大石紗織   |
| 2018年9月21日  | 《閨密食堂》                    | 小麥田圭子 |
| 2018年10月19日 | 《億男》                        | 安田十和子 |
| 2019年9月13日  | 《人间失格:太宰治和三个女人们》 | 太田靜子   |

### 電視劇
| 年份   | 播出       | 頻道           | 劇名                                       | 角色       | 備註   |
| ------ | ---------- | -------------- | ------------------------------------------ | ---------- | ------ |
| 2003年 | 2003-02-02 | 北海道文化放送 | North Point Friends                        | 岩佐麻美   | 單元劇 |
|        | 2003-04-10 | 東京放送       | 爸氣十足                                   | 秋川五月   |        |
|        | 2003-07-02 | 東京放送       | 獻給一個夏天的爸爸                         | 五月       | 單元劇 |
| 2004年 | 2004-01-26 | 每日放送       | 直到櫻花綻放                               | 若林菜穗子 |        |
|        | 2004-02-11 | 富士電視台     | 月在冬空上閃耀                             | （不詳）   | 單元劇 |
|        | 2004-04-03 | 日本電視台     | 給天堂的加油歌 Cheers～Cheer Leading的青春 | 秋川由香里 | 單元劇 |
| 2005年 | 2005-04-10 | 東京放送       | 牽絆的愛                                   | 木崎穗乃香 |        |
|        | 2005-09-10 | 朝日放送       | THE WINDS OF GOD                           | 大原美咲   |        |
|        | 2005-10-11 | 富士電視台     | 一公升的眼淚                               | 池內亞也   |        |
| 2006年 | 2006-07-14 | 東京放送       | 太陽之歌                                   | 雨音薰     |        |
| 2007年 | 2007-04-05 | 富士電視台     | 一公升的眼淚特別篇 ～追憶～                | 池內亞也   | 單元劇 |
| 2012年 | 2012-02-01 | BeeTV          | LetM我愛上你的理由和其他的故事             | 繪留／繪夢 |        |
|        | 2012-04-30 | TBS            | 關於惡女                                   | 富小路公子 | 單元劇 |
| 2013年 | 2013-11-18 | TBS            | 鐘錶店的女兒                               | 宮原涼     | 單元劇 |
| 2014年 | 2014-04-19 | 富士電視台     | FIRST CLASS                                | 吉成千奈美 |        |
|        | 2014-10-15 | 富士電視台     | FIRST CLASS2                               | 吉成千奈美 |        |
| 2015年 | 2015-04-13 | 富士電視台     | 歡迎來我家                                 | 神取明日香 |        |
| 2016年 | 2016-01-22 | 富士電視台     | 大奧～第一部：最惡之女                     | 美代       |        |
| 2016年 | 2016-01-29 | 富士電視台     | 大奧～第二部：悲劇的姊妹                   | 梅         |        |
| 2016年 | 2016-08-27 | 日本電視台     | 盲眼的淑則老師（24小時電視特別劇）         | 新井真由美 |        |
| 2017年 | 2017-04-12 | 日本電視台     | 成為母親                                   | 柏崎結衣   |        |
| 2018年 | 2018-07-19 | 朝日電視台     | 企業併購王禿鷹                             | 松平貴子   |        |
| 2019年 | 2019-05-22 | 朝日電視台     | 白色巨塔                                   | 花森惠子   |        |
| 2020年 | 2020-02-27 | Netflix        | 華麗追隨                                   | 澤尻英龍華 |        |

### 音樂作品

#### 單曲
| 日期           | 唱片公司   | 專輯 |
| -------------- | ---------- | --- |
| 2006年8月30日  | Sony Music | 《太陽之歌》 (以Kaoru Amane的名義發片) - 太陽之歌曲目 1. タイヨウのうた 2. Stay with me 3. タイヨウのうた (Acoustic version) 4. Stay with me (Acoustic version) 5. Wish (Original instrumental) 6. タイヨウのうた (Instrumental) 7. Stay with me (Instrumental) |
| 2007年7月4日   | Sony Music | 《FREE》 (以ERIKA的名義發片) - FREE曲目 1. FREE 2. FANTASY 3. Time to go home 4. FREE (Original instrumental) |
| 2007年11月28日 | Sony Music | Destination Nowhere (以ERIKA的名義發片) - Destination Nowhere曲目 1. Destination Nowhere (日劇《抹布女孩》主題曲) 2. ESCAPE (TBS《王様のブランチ》2007年12-1月片尾曲) 3. FREE (Overrocket101007 mix) 4. Destination Nowhere (Original instrumental)             |

#### 上榜歌曲排名
| 日期           | 專輯                                      | 歌曲                    | Oricon榜最高位置 | 銷量      |
| -------------- | ----------------------------------------- | ----------------------- | ---------------- | --------- |
| 2006年8月30日  | 《太陽之歌》 (以Kaoru Amane之名發片)      | 《太陽之歌》            | #1               | 488,604張 |
| 2007年7月4日   | 《FREE》 (以ERIKA之名發片)                | 《FREE》                | #1               | 119,817張 |
| 2007年11月28日 | 《Destination Nowhere》 (以ERIKA之名發片) | 《Destination Nowhere》 | #7               | 43,209張  |

#### MV
| 年份   | 歌手  | MV                                                |
| ------ | ----- | ------------------------------------------------- |
| 2007年 | ERIKA | 《FREE》                                          |
|        | ERIKA | 《FANTASY》                                       |
|        | YUI   | 《LOVE & TRUTH》（畫面節錄自電影《Closed Note》） |
|        | ERIKA | 《Destination Nowhere》                           |

### 綜藝節目
| 年份            | 頻道       | 節目                                     |
| --------------- | ---------- | ---------------------------------------- |
| 2001年          | BS朝日     | 《原宿少女組》                           |
| 2002年          | 日本電視台 | 《THE夜晚也Hippare》                     |
| 2002年 - 2003年 | TBS        | 《B-1》                                  |
| 2003年 - 2004年 | CS放送     | 《偶像道》2014年3月26日 (三) 11:34 (UTC) |

### 其他參演PV
| 年份   | 歌手         | MV                                            |
| ------ | ------------ | --------------------------------------------- |
| 2003年 | ZEEBRA       | 《BIG BIG MONEY (feat．HIRO)》                |
|        | 氣志團       | 《SECRET LOVE STORY》                         |
| 2005年 | RIP SLYME    | 《Hey Brother》（畫面節錄自電影《間宮兄弟》） |
| 2006年 | Kaoru Amane  | 《太陽之歌》                                  |
|        | 加藤ミリヤ   | 《I WILL》（畫面節錄自電影《車靈》）          |
|        | SunSet Swish | 《君》（畫面節錄自電影《天使之卵》）          |
|        | 高橋瞳       | 《》（畫面節錄自電影《手紙》）                |

### 寫真集
| 年份   | 製作       | 名稱          |
| ------ | ---------- | ------------- |
| 2003年 | WANI BOOKS | 《P-chu!》    |
| 2004年 | 學習研究社 | 《erika》     |
| 2007年 | SDP        | 《ERIKA2007》 |

### 廣播節目
- 2007年1月5日 - 2007年6月29日，NACK5頻道，《澤尻英龍華 REAL ERIKA》
- 2015年3月19日，NHK BS Premium紀錄片節目《アナザーストーリーズ 運命の分岐点》第2代主持人（2016年10月12日至2018年10月30日）

## 獎項
| 年份   | 頒獎禮                            | 獎項                     | 獲獎作品             |
| ------ | --------------------------------- | ------------------------ | -------------------- |
| 2002年 | 富士電視台                        | 富士電視台視覺女王       |                      |
| 2005年 | 第15回 東京體育報電影大賞         | 最優秀新人賞             | 《Pachigi!》         |
| 2005年 | 第18回 日刊體育報電影大賞         | 最優秀新人賞             | 《Pachigi!》         |
| 2005年 | 第27届 横濱影展                   | 最優秀新人賞             | 《Pachigi!》         |
| 2005年 | 第29回 日本電影金像獎             | 新人演員賞、話題賞       | 《Pachigi!》         |
| 2005年 | 第30回 日本報知電影賞             | 最優秀新人獎             | 《Pachigi!》         |
| 2005年 | 第79回 日本電影旬報獎             | 新人女演員獎             | 《Pachigi!》         |
| 2006年 | 第43届 日本金箭獎                 | 新人獎                   | 《一公升眼淚》       |
| 2006年 | Élan d'or賞                       | 新人賞                   | 《一公升眼淚》       |
| 2006年 | 日本《VOUGE》                     | 風雲女性                 | 《太陽之歌》— 雨音薰 |
| 2006年 | 2006年度 日本電影電視製作人協會獎 | 新人獎                   | 《太陽之歌》— 雨音薰 |
| 2006年 | 第29届 日本電影學院獎             | 新人女演員獎、話題演員獎 | 《太陽之歌》— 雨音薰 |
| 2013年 | 第36届日本電影學院獎              | 優秀女主角獎             | 《整容天后》         |

## 外部連結
- （日語）ERIKA TOKYO官方網站（页面存档备份，存于）
- 澤尻英龍華在互联网电影资料库（IMDb）上的資料（英文）